# 이그나치 루카시에비치

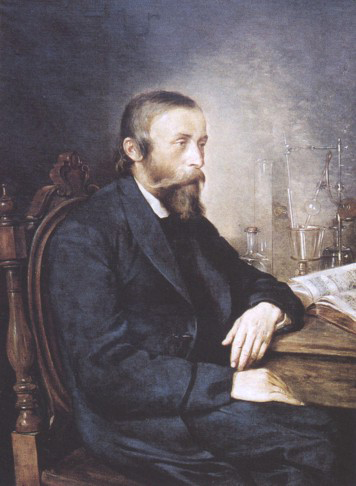
이그나치 루카시에비치

이그나치 루카시에비치(폴란드어: Jan Józef Ignacy Łukasiewicz, 1822년 3월 8일 ~ 1882년 1월 7일)는 폴란드의 약사로 세계 최초로 석유에서 등유를 분리한 사람이다. 루카시에비치는 폴란드 석유 산업의 개척자이자 세계 석유 산업의 선구자였다. 그의 업적으로는 근대적인 등유 램프의 개발(1853년), 폴란드 최초의 유정 발굴(1854년), 폴란드 최초의 정유 공장 설립 등이 있다.

## 생애
이그나치 루카시에비치는 1822년 3월 8일 오스트리아 제국의 미엘렉 부근에 위치한 자두스츠니키에서 태어났다. 그의 고향은 후일 폴란드에 편입되었다. 그의 부모인 요제프 루카시에비치와 아폴로니아 네 시바이틀리크는 지역의 인텔리겐치아로서 러시아 제국에 대항하여 일어난 코시치우슈코 봉기에 참여하였다. 그의 부모들은 이그나치가 태어난 지 얼마 안 되어 경제적인 어려움 때문에 부근의 제슈프로 이사하였다. 이그나치는 제슈프의 김나지움에 입학하였으나 1836년 학업을 중단하였다. 이그나치는 부모를 따라 와니츄트로 옮긴 후 부모의 약국에서 일을 도왔다. 이 기간 동안 그는 폴란드 독립을 위한 여러 정치 단체에서 활동하기도 하였다. 그는 이후 폴란드와 오스트리아 등지에서 약사로서 생활하였다.
1853년 이그나치는 세계 최초로 등유를 증류하였고 등유 램프를 개발하였다. 1854년에 그는 폴란드에서 유정을 발굴하였으며 이후 석유산업으로 막대한 재산을 벌게 되었다.

## 같이 보기
- 석유